# Platax pinnatus
Cá ó lửa (Danh pháp khoa học: Platax pinnatus) hay còn gọi là cá chim lửa hay Pinnatus Batfish là một loài cá biển trong họ cá tai tượng biển (Ephippidae) thuộc bộ cá vược phân bố ở phía Tây Thái Bình Dương. Đây là loài cá được ưa chuộng để nuôi làm cá cảnh. Đây là một trong những loài cá cảnh nước mặn được ưa chuộng nhất, tuy nhiên không phải con cá ó lửa nào cũng nuôi được.

## Đặc điểm
Cá chim lửa có thân hình mỏng màu đen, viền bên ngoài màu đỏ cam cũng 2 vây như 2 cánh chim. Khi bơi, cách chúng quẫy đuôi khiến chúng ta có cảm giác một chú chim đang khoan thai chao mình, trong khi đôi cánh đang bập bùng sắc lửa. Những con ó lửa được bắt ngoài tự nhiên cực kỳ khó nuôi. Chúng thường không chịu ăn thức ăn cá mua sẵn, đến mức sẵn sàng chết vì đói, dù có rất nhiều đồ ăn trong bể.
Đây cũng là loài cá không chịu được môi trường chật hẹp khi nuôi. Chúng cần rất nhiều nước lên tới 600–1.000 lít nước cho một con duy nhất với một độ mặn thật sự hoàn hảo. Nhưng nếu thuần hóa được, ó lửa sẽ trở thành một con cá đẹp trong các bể cá cảnh. Hơn nữa, những con cá sinh ra trong môi trường nuôi nhốt cũng dễ nuôi hơn rất nhiều.